# Une nuit terrible
Une nuit terrible (deutsch Eine schreckliche Nacht) ist eine französische Komödie von Georges Méliès aus dem Jahr 1896. Der Film wurde als 26. Film der Firma Star Film veröffentlicht.

## Handlung
Ein Mann legt sich zu Bett um endlich schlafen zu können, dabei wird er von einer riesigen Spinne abgelenkt. Er nimmt gegen das Tier den Kampf auf und kann es mit einem Besen und seinen Füßen plätten. Allerdings findet er nach der Tötung des Tieres keine Ruhe, da ihn lauter kleineres Ungeziefer vom Schlafen ablenkt.

## Hintergrundinformationen
Die Spinne, die in diesem Film eingesetzt wurde, ist künstlich und wurde mittels Stopptrick zum Leben erweckt.